# Nycterimorpha horni
Nycterimorpha horni är en tvåvingeart som först beskrevs av Robert W. Lichtwardt 1912.  Nycterimorpha horni ingår i släktet Nycterimorpha och familjen Nemestrinidae. Inga underarter finns listade i Catalogue of Life.